# Железничка станица Вреоци
Железничка станица Вреоци је једна од железничких станица на прузи Београд—Бар. Налази се насељу Вреоци у градској општини Лазаревац у Београду. Пруга се наставља у једном смеру ка Лазаревцу, у другом према Степојевцу. Железничка станица Вреоци састоји се из 8 колосека.

## Повезивање линија
- БГ воз 4
- Пруга Београд—Бар